# 埃尔曼试剂
埃尔曼试剂（5,5′-二硫代双(2-硝基苯甲酸)，DTNB）是一种有机化合物，可以用于样品中巯基的定量分析。它可由相应的硫酚经碘氧化制得。它和硫醇反应，分子中-S-S-键断裂，在中性或碱性条件下生成黄色的2-硝基-5-巯基苯甲酸根（TNB−）。
这个反应定量且迅速，每加入1 mol硫醇时，会释放1 mol的TNB。TNB2−可以通过分光光度法测定其在412 nm处的吸收峰。